# Le Serment de Henri de Guise
Le Serment de Henri de Guise est un tableau peint par Pierre-Charles Comte en 1864, conservé au château de Blois. 

## Historique
Il a été présenté en 2014 à l'exposition L'invention du passé. Histoires de cœur et d'épée en Europe, 1802-1850.